# David Robert Mitchell
David Robert Mitchell, född 19 oktober 1974 i Clawson i Michigan, är en amerikansk filmregissör och manusförfattare. Hans mest kända verk är den kritikerrosade skräckfilmen It Follows, som hade premiär år 2014. Han kommer även att stå för regi och manus till den tidigare nämnda filmens uppföljare, They Follow.

## Filmografi (i urval)
- 2014 – It Follows
- 2018 – Under the Silver Lake
- 2026 – Flowervale Street